# Cyclocephala wandae
Cyclocephala wandae är en skalbaggsart som beskrevs av Hardy 1974. Cyclocephala wandae ingår i släktet Cyclocephala och familjen Dynastidae. Inga underarter finns listade i Catalogue of Life.